# バート・ザッセンドルフ
バート・ザッセンドルフ (ドイツ語: Bad Sassendorf, ドイツ語発音: [baːt ˈzasn̩dɔrf]) は、ドイツ連邦共和国ノルトライン＝ヴェストファーレン州アルンスベルク行政管区のゾースト郡に属す町村（以下、本項では便宜上「町」と記述する）である。

## 地理
バート・ザッセンドルフは、南のハールシュトラングおよびザウアーラントと北のミュンスターラントとの間のヴェストファーレン盆地南縁部ゾースト沃野の中心に位置している。町内で、リッペ川北岸側の支流であるアーゼ川が湧出する。

### 隣接する市町村
バート・ザッセンドルフは、北から時計回りにリップシュタット、エルヴィッテ、アンレヒテ、ヴァールシュタイン、メーネゼー、ゾースト、リッペタールと境を接している。

### 自治体の構成
バート・ザッセンドルフは12の地区で構成されている。バート・ザッセンドルフ、ベッティングハウゼン、ボイジングセン、エルフセン、エンケゼン・イム・クライ、ヘッペン、ヘリングセン、ローネ、ノイエンゲーセケ、オプミュンデン、オスティングハウゼン、ヴェスラルンである。

## 歴史
ゾースト沃野地域は8世紀までメロヴィング＝フランク文化圏に属していた。この頃、北からリッペ川を渡ってザクセン人がこの地域に侵入した。「sassendorp」=「ザクセンの村」はおそらくザクセン人入植地を起源としている。ヘルヴェーク沿いの塩の産出に関する最初の記録は、10世紀のヴェルデン/ルール修道院の土地台帳である。コルドバのカリフの外交使節イブラヒム・イブン・ヤクブは、973年の皇帝オットーに謁見するための道中記にゾーストでの製塩について記述している。
ザッセンドルフの最初の文献記録は1169年と1179年、ケルン大司教フィリップ1世フォン・ハインスベルクによるゾーストの聖ヴァルブルギス修道院への寄進状である。ここには「Sappendorf」の製塩小屋という記述もあり、定住と製塩のかなり古い証拠となっている。ザッセンドルフの塩泉の利用と製塩の権利は、自由農民一族が有していた。製塩は土地領主権に属さない自由な「所有物」であった。
ザッセンドルフは、リースボルン修道院と「世襲製塩業者ヨハンおよびリコルフ・フォン・ザッセンドルフ」との論争に関する1231年の文書に記述されている。ケルン大司教ハインリヒ2世フォン・フィルネブルクの1313年4月18日付の文書によって、ザッセンドルフには洗礼礼拝堂、教会墓地、学校が建設されていたことが証明されている。
1370年頃ザッセンドルフでは「Alde Recht der Von Sassendorpe」という法が施行された。同じ頃「SIGILLUM DOMINORUM SALINARIORUM IN SASSENDORPE」という文言の印章が用いられた。
1817年頃の17通の要請書がザッセンドルフの塩泉が入浴・健康目的に活用されていたことを証明している。1836年頃には、2500トンから4000トンの塩が生産されていた。1852年、製塩所の敷地内にいくつかの木製の浴槽が設けられた。これが最初の温泉施設および現在の湯治場の原型となった。煮沸法による製塩は、岩塩採掘によりその重要性を失った。1934年に塩の生産はほとんど終了した。ただしいくつかの煮沸釜は第二次世界大戦後の1952年まで稼働していた。
1877年から1928年までの間に5つの孤児院が設けられた。1906年5月10日、かつての製塩の町はアルンスベルク行政管区長官により「バート」（温泉、湯治場を意味する）の称号を授与された。バート・ザッセンドルフは、1975年に泥湯と塩泉の湯治場として州の指定を受けた。

### ローネ地区の歴史
ローネは、中世の文書では Lon あるいは Loyn とも記述されており、ミニステリアーレのロン家の本拠地であった。ローネ城は、初めて文献に記述された時には、ホンローデ家の所有となっていた。騎士のディートリヒ・フォン・ホンローデは、1335年にケルン大司教ヴァルラムに城を明け渡した。大司教はマルク伯エーバーハルト1世によって破壊されていたこの城を再興した。その後この城は、相続によってプレッテンベルク家の傍流の所有となった。村はゾーストのフェーデの間、ホーヴェシュタット城に陣取ったケルン大司教占領軍によって、しばしば激しい攻撃を受けた。シュマルカルデン戦争では、1547年に司令官アンドレアス・パッケモアによって焼き払われた。三十年戦争や七年戦争でもこの村は被害を受けた。ローネの福音主義教会は1313年に初めて記録されており、その後教区に編入されたザッセンドルフのために礼拝堂、墓地、学校を建設した。ローネはこの頃に改革派に転向した。初代の福音主義説教師はアントニウス・スメデスであったことが判っている。彼は再洗礼派への指向が疑われたため、ゾーストの議会と争いになり、領邦から追放された。カール5世がシュマルカルデン同盟に勝利した後、この村ではカトリックが再び多数派となった。ただし教会は1562年から、1624年に火災で完全に破壊されるまで福音主義の所有であり続けた。
旧ローネ村には、ロールブロックス集落があった。

### 町村合併
1969年7月1日にバート・ザッセンドルフは、それまで独立していたベッティングハウゼン、ボイジングセン、エルフセン、エンケセン・イム・クライ、ヘッペン、ヘリングセン、ローネ、ノイエンゲーセケ、オプミュンデン、オスティングハウゼン、ヴェスラルンの11町村と合併し、拡大した。

## 行政

### 議会
バート・ザッセンドルフの議会は、2014年の議会選挙以後、30議席で構成されている。

### 首長
この町の町長は、マルテ・ダールホフ (CDU) である。

### 紋章
図柄: 下部は銀地で、歯を下に向けた赤い鍵が描かれている。上部は緑地で、先を左（向かって右）、刃を下に向けた金の大鎌の切っ先の下に、6つの突起がある金の星が描かれている。
町の学校・文化・スポーツ委員会の主導で、住民と協議して上記の紋章が制作された。

### 姉妹自治体
- ガミング（ドイツ語版、英語版）（オーストリア、ニーダーエスターライヒ州）[8]

## 文化と見所

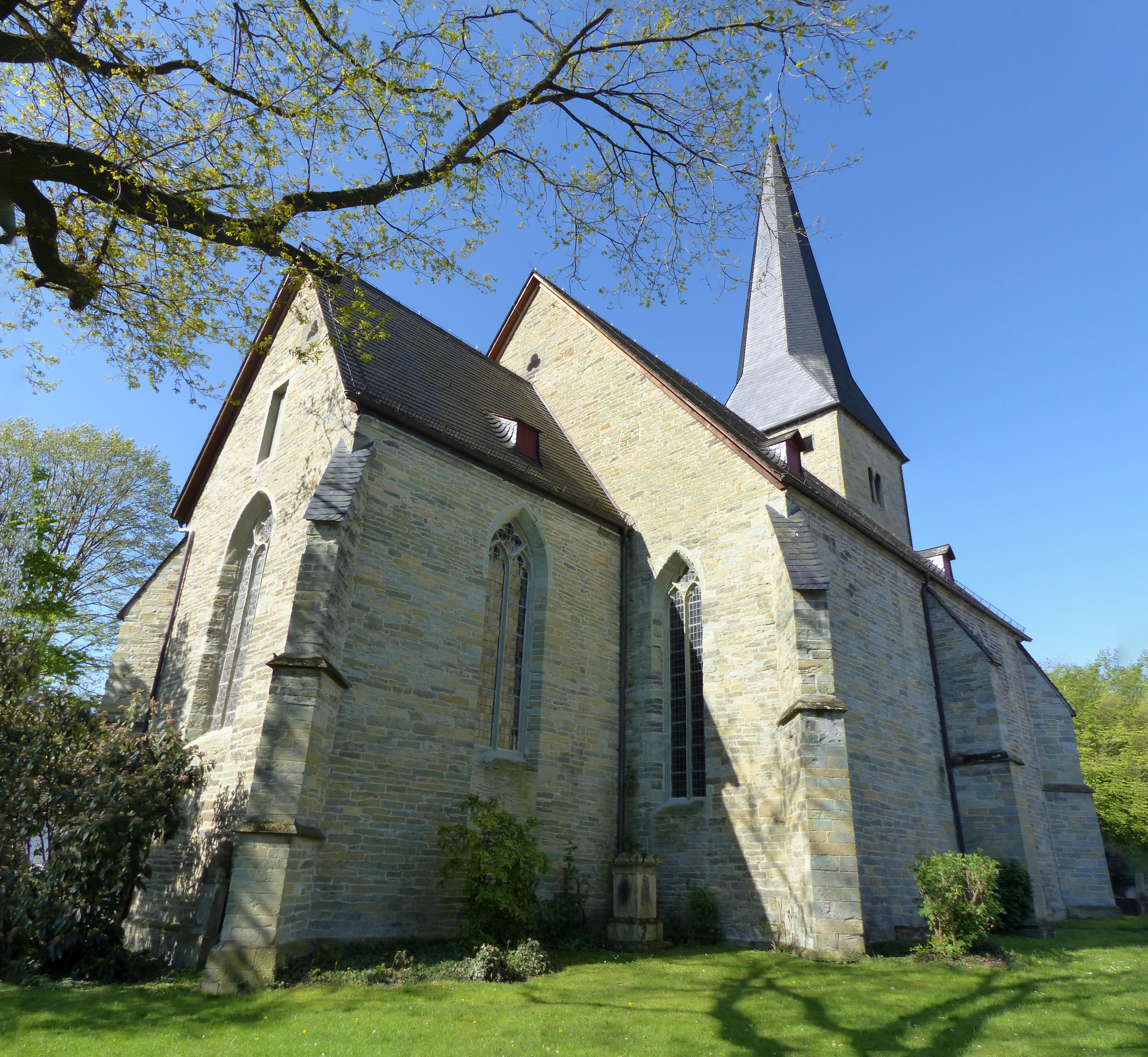
バート・ザッセンドルフの福音主義教区教会

ボランティアの文化協会 e.V. は、毎年「オールディー・ナイト」とクリスマスマーケットを組織している。
バート・ザッセンドルフ会議・会合センター GmbH は、会議・会合センター、ホーフ・ハウレの文化倉庫、ゲストの家のツーリストインフォメーション、町のマーケティング、文化イベント、「ヴェストファーレン塩の世界」プロジェクトに携わっている。この団体の運営は、バート・ザッセンドルフ町と塩業組合である。博物館「ヴェストファーレン塩の世界体験博物館」は2015年の初めにオープンした。
観光・交通ビューロ e.V. は、バート・ザッセンドルフで観光に取り組んでいる。この公益団体は、観光業、ホテル、レストランの情報を収集・発信し、ゾースト郡内ヘルヴェークの自転車道や遊歩道の整備を行っている。
保護文化財に指定されている福音主義教区教会はこの町の景観を決定づける建物である。
ノイゲーセケの福音主義教会やザッセンドルフ邸も見所である。
- ノイゲーセケの福音主義教会
- ザッセンドルフ・ハウス

### スポーツ
バート・ザッセンドルフ体操・競技クラブ（TuS ザッセンドルフ）は1920年に設立され、1600人以上の会員を擁するバート・ザッセンドルフ町最大のスポーツクラブである。 TuSの会員は、バドミントン、バスケットボール、水泳、テニス、卓球、体操競技、バレーボールの7つの競技を行っている。
BV バート・ザッセンドルフは、地元のサッカークラブである。1926年に設立されたこのクラブは、多くのジュニアチームと2つのシニアクラブが活動している。第1シニアチームは、2007/08年シーズンからベツィルクスリーガに属している。このクラブのスポーツ施設は、FCシャルケ04のプロチームやZSKA ゾフィアのトレーニング施設として利用されている。この他に、毎年アマチュアチームの大会ザウアーラント＝カップが開催されている。2016年現在RWエアフルトと契約しているプロ選手のセバスティアン・ティラワはボルシア・ドルトムントに移籍する前の D-ユーゲントまでこのクラブに所属していた。

## 経済と社会資本
商店街ビスマルク通りとカイザー通りがある町の中心部は、住民にとっても訪問客にとっても重要なバート・ザッセンドルフの原点である。
深い歴史的ルーツを持つ湯治場としてのバート・ザッセンドルフのプロファイルは、町の中心部にも表されている。中心部は、ショッピング、サービス業、住居、文化、レジャーの中心として大きな魅力を持ち、宿泊に適している。
バート・ザッセンドルフには、子供専門病院、バイオメカニクス研究所、浴場とサウナ施設を有するゾーレ＝テルメ、診断・治療センター、眼科学 + リウマチ学 + 重点テーマを持つ 5つの病院がある。
近隣の都市には以下のものがある。
- ゾースト (6 km)
- リップシュタット (19 km)
- ヴァールシュタイン (25 km)
- ハム (30 km)
- アルンスベルク (30 km)
- パーダーボルン (55 km)
- ドルトムント (55 km)
- ハーゲン (65 km)
- ボーフム (75 km)

### 交通

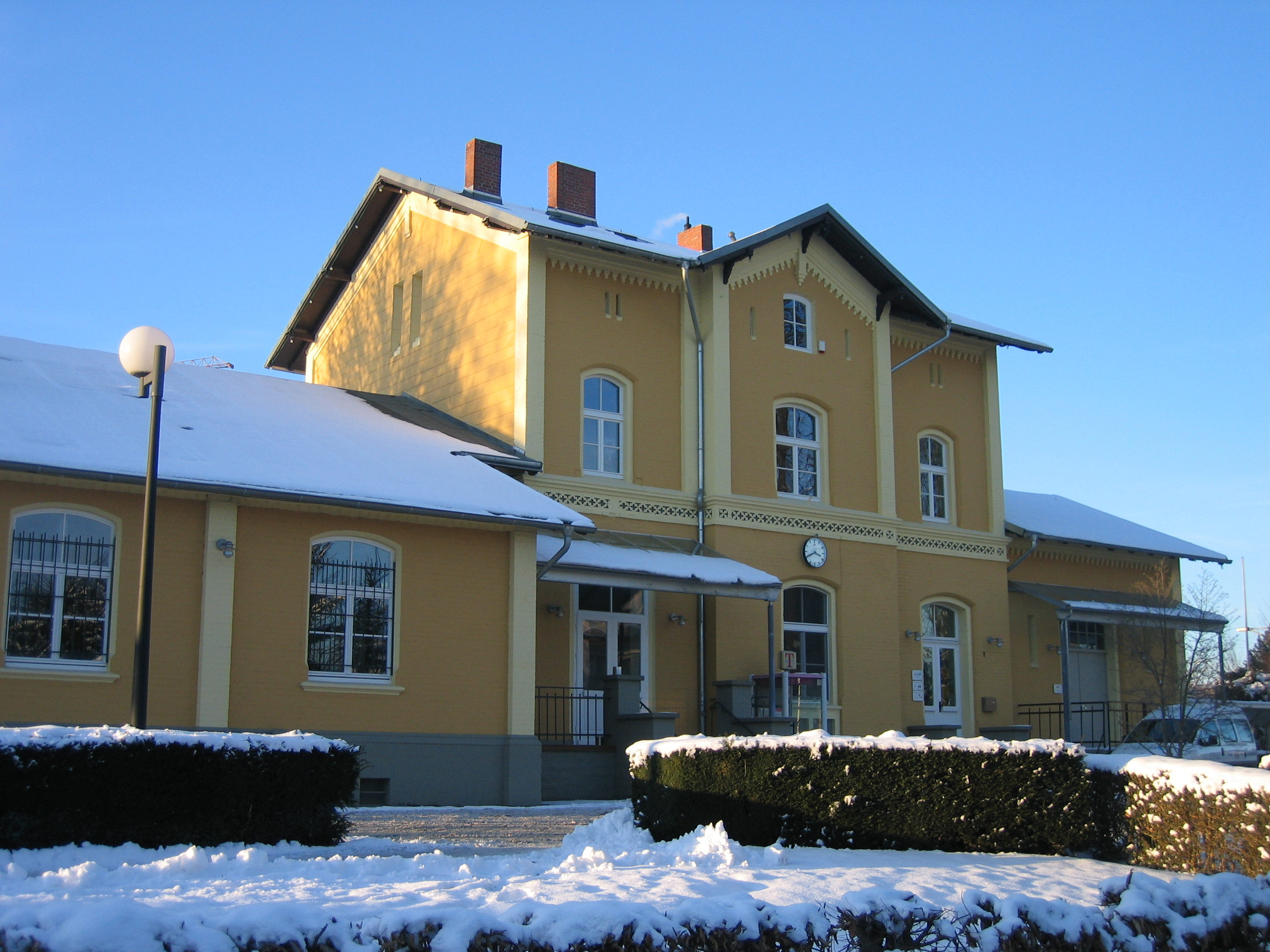
バート・ザッセンドルフ駅

アウトバーン A44 / A33 / A2 / A1号線にはすぐにアクセス可能である。また、RB89「エムス＝ベルデ鉄道」ミュンスター - ヴァールブルク線により、公共交通機関のアクセスも良好である。このローカル鉄道は、月曜から金曜まで 30分間隔で運行している。最寄りの IC および ICE の停車駅はゾーストとリップシュタット、あるいはハムやミュンスターである。パーダーボルン/リップシュタット空港 (35 km) やドルトムント空港 (45 km) へも短時間で行くことができる。
バート・ザッセンドルフの南東 2 km にゾースト＝バート・ザッセンドルフ飛行場がある。

### 教育
バート・ザッセンドルフには、3校の学校がある。バート・ザッセンドルフINI総合学校、町立ゼルツァー基礎課程学校、患者のためのシューレ・アン・デア・ローゼナウ・シューレである。
シューレ・アン・デア・ローゼナウは1994年に設立された。生徒数は 80 - 90人で、教員数は20人である。この学校は、バート・ザッセンドルフの所に化専門病院のための学校である。

## 人物

### 出身者
- ディートリヒ・クラッゲス（ドイツ語版、英語版）（1891年 - 1971年）NSDAPの政治家

### ゆかりの人物
- セバスティアン・ティラワ（1988年 - ）サッカー選手